# Her Noise
 (mars 2016).
Her Noise est une collection d'archives sonores et musicales initiée en 2001 par Lina Džuverović et Anne Hilde Neset, avec l’ambition d’aborder l’histoire du son et de la musique en relation avec le genre et de créer une archive durable.
En 2005, cette recherche a donné lieu à Her Noise, une exposition produite par Electra Productions qui s’est déroulée à la South London Gallery, à la Tate Modern et au Goethe Institut à Londres. L’exposition réunissait « des artistes internationaux qui utilisent le son pour explorer les relations sociales, inspirer des actions ou révéler des paysages sonores cachés ».
L’archive Her Noise, développée en collaboration avec Emma Hedditch et Irene Revell, contient les matériaux collectés durant la recherche (dont plusieurs interviews et documentations de performances), des livres, fanzines, disques, catalogues et ephemera.
Parmi les interviews : Pauline Oliveros, Maryanne Amacher, Chicks on Speed, Erase Errata, Diamanda Galas, Else Marie Pade, Jutta Koether, Christina Kubisch, Hayley Newman, Marina Rosenfeld, Kaffe Matthews, Thurston Moore, Jim O'Rourke, Kevin Blechdom, Kembra Pfahler, Kim Gordon, Lydia Lunch, Peaches, Maia Urstad, Maia Victoria Kjellstrand.
En 2008, l’archive Her Noise a été donnée au CRiSAP (Creative Research into Sound Arts Practice) du London College of Communication.
Afin de poursuivre la recherche, un blog a été créé afin d’inviter des curateurs à proposer des projets à partir de l’archive et de l’augmenter. Parmi les curateurs invités : Ego Ahaiwe Sowinski, Lisa Busby, Maximilian Spiegel, AGF, Andra McCartney, Fender Schrade, Greta Pistaceci, Jenny Graf Sheppard, Ain Bailey, Nina Power, Tara Rodgers.